# 岐阜県道455号段久々野線
岐阜県道455号段久々野線（ぎふけんどう455ごう だんくぐのせん）は、岐阜県高山市内を通る一般県道である。

## 概要

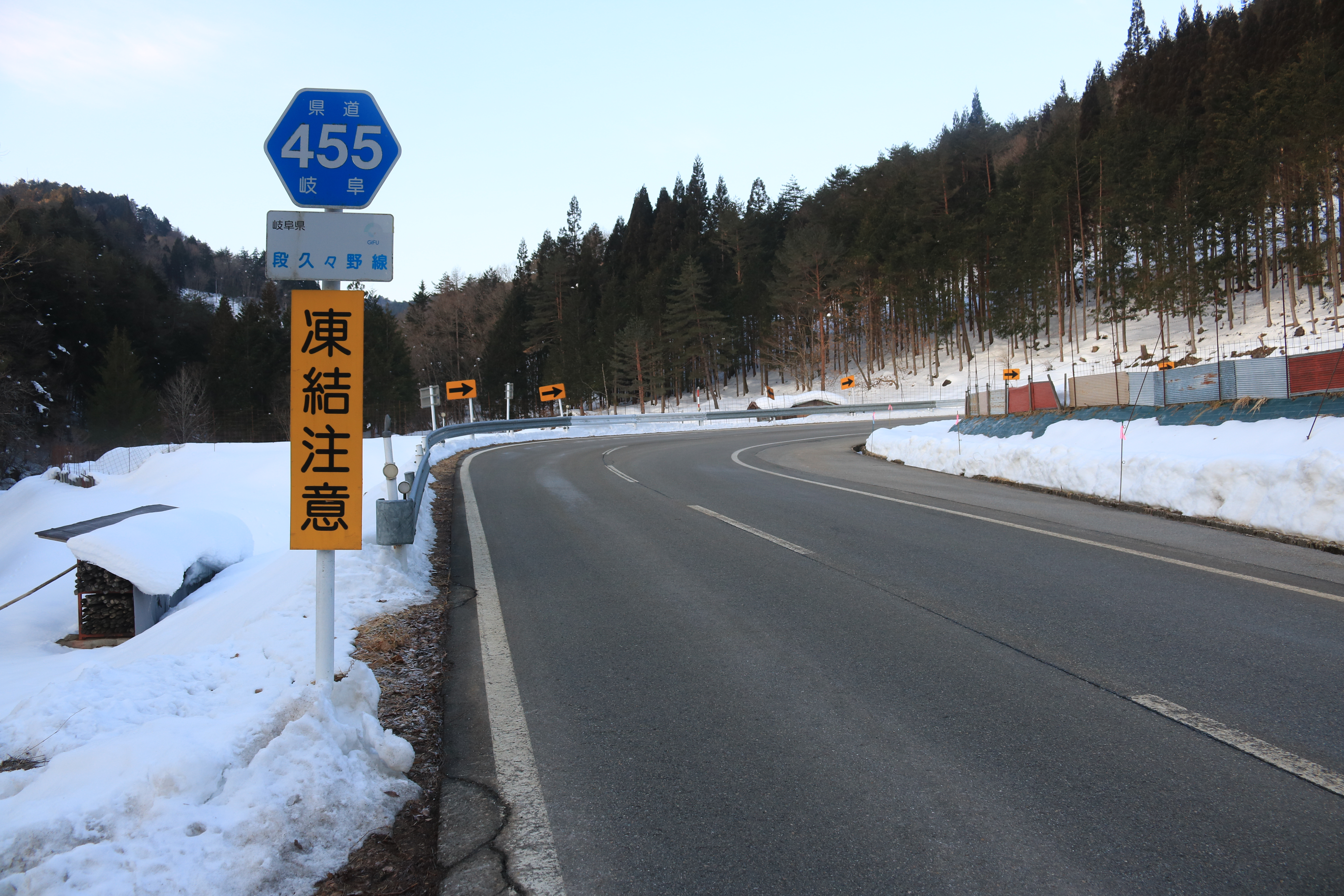
岐阜県道455号段久々野線、高山市一之宮町にて

### 路線データ
- 起点：岐阜県高山市一之宮町段（岐阜県道98号宮萩原線交点）
- 終点：岐阜県高山市久々野町無数河（国道41号・岐阜県道87号久々野朝日線交点）

## 沿革
- 1977年（昭和52年）2月27日 ： 認定[1]

## 地理

### 通過する自治体
- 岐阜県
  - 高山市

### 接続する道路
- 岐阜県道98号宮萩原線（高山市一之宮町段）
- 国道41号・岐阜県道87号久々野朝日線（無数河交差点）

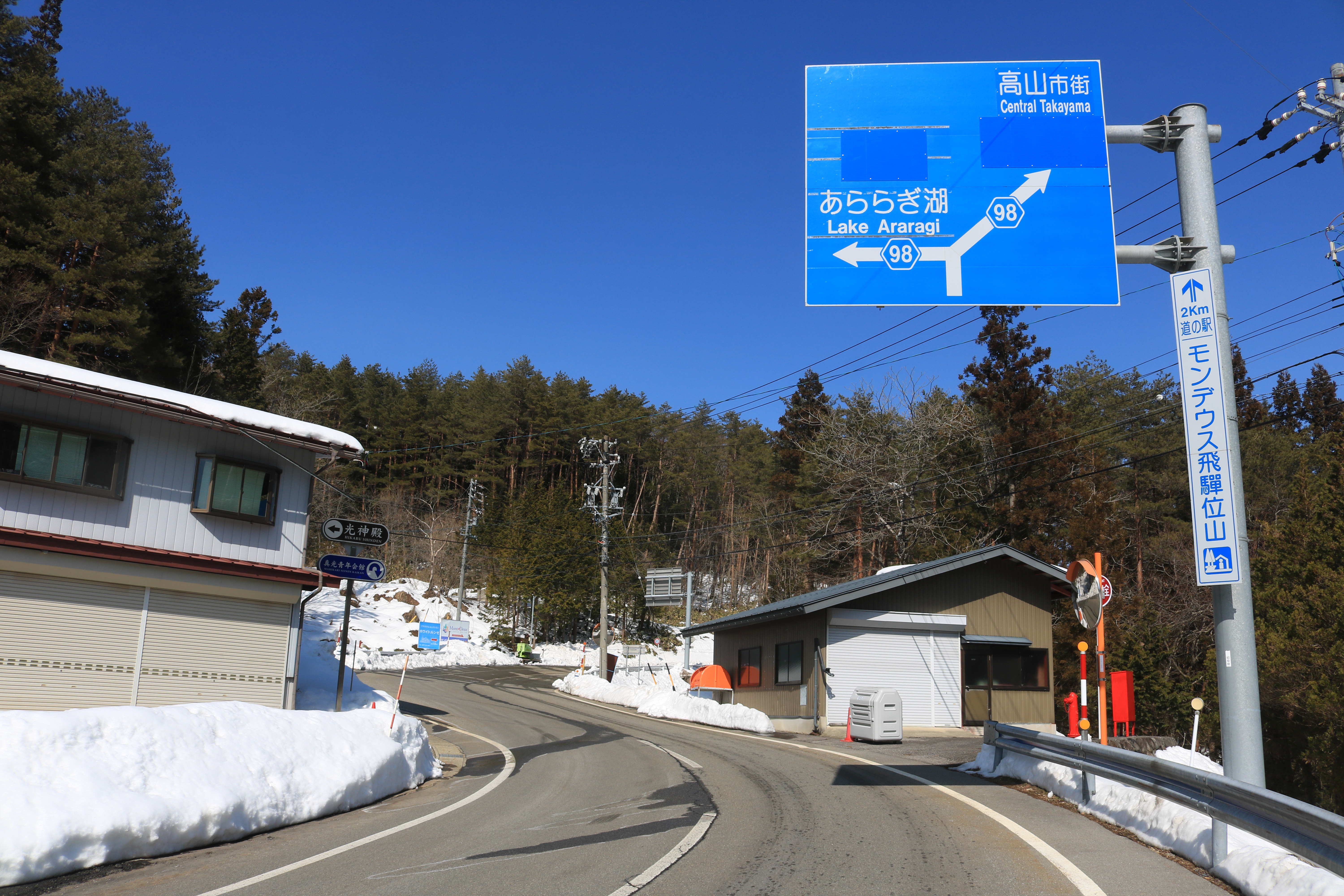
起点となる岐阜県道98号宮萩原線との交点、高山市一之宮町にて
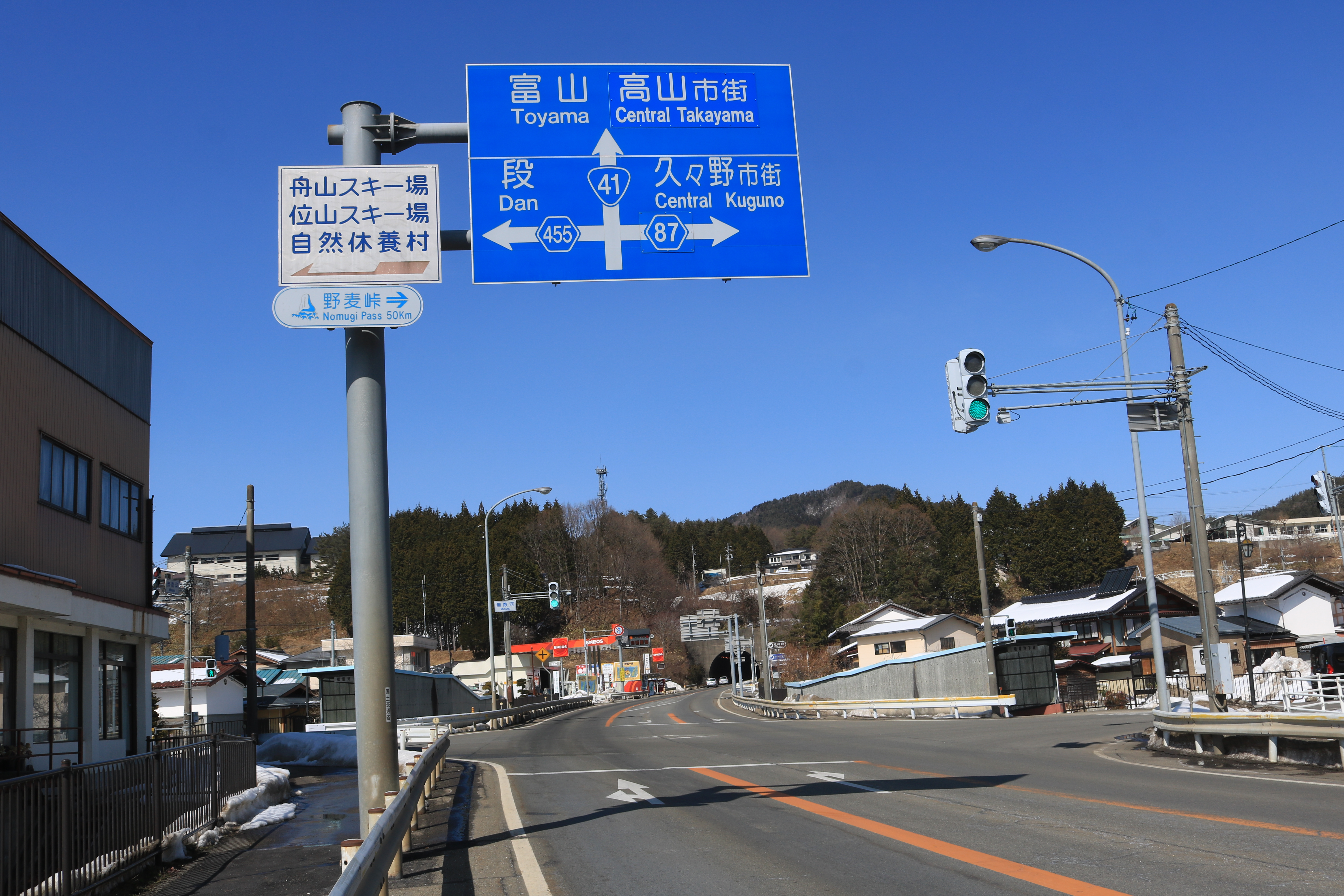
終点となる国道41号と岐阜県道87号久々野朝日線との無数河交差点、高山市久々野町無数河にて

### 周辺
- ひだ舟山スノーリゾートアルコピア（2023年3月12日廃止[2]）
- 高山市立久々野小学校
- JR高山本線 久々野駅